# Sogdiondon
Sogdiondon (in russo Согдиондон?) è un insediamento di tipo urbano della Russia, situato nell'Oblast' di Irkutsk.
Il villaggio (che come tutti quelli dell'area viveva dell'estrazione della mica) è quasi spopolato, visto il declino economico che affligge l'intero rajon.